# Бузоешти (Арђеш)
Бузоешти (рум. Buzoeşti) насеље је у Румунији у округу Арђеш у општини Бузоешти. Oпштина се налази на надморској висини од 219 m.

## Становништво
Према подацима из 2002. године у насељу је живело 6306 становника, од којих су сви румунске националности.

### Хронологија
| Година       | 1992 | 1993 | 1994 | 1995 | 1996 | 1997 | 1998 | 1999 | 2000 | 2001 | 2002 | 2003 | 2004 | 2005 | 2006 | 2007 | 2008 | 2009 | 2010 | 2011 | 2012 | 2013 | 2014 | 2015 | 2016 | 2017 |
| ------------ | ---- | ---- | ---- | ---- | ---- | ---- | ---- | ---- | ---- | ---- | ---- | ---- | ---- | ---- | ---- | ---- | ---- | ---- | ---- | ---- | ---- | ---- | ---- | ---- | ---- | ---- |
| Становништво | 6851 | 6661 | 6564 | 6518 | 6450 | 6347 | 6336 | 6260 | 6241 | 6236 | 6160 | 6105 | 6113 | 6074 | 6039 | 6038 | 6022 | 5987 | 5921 | 5882 | 5854 | 5816 | 5741 | 5676 | 5621 | 5552 |